# Bulgarische Fußballmeisterschaft 1947
Die Bulgarische Fußballmeisterschaft 1947 war die 23. Spielzeit der höchsten bulgarischen Fußballspielklasse. Lewski Sofia konnte den Titel erfolgreich verteidigen und wurde zum fünften Mal Meister.

## Modus
16 Mannschaften ermittelten im Pokalmodus den Meister. Das Halbfinale und Finale wurde in zwei Spielen ausgetragen.

## Teilnehmer
| - Angel Kantschew Trjawna - Benkowski Widin - Chadschi Slawtschew Pawlikeni - Ilinden Petritsch - Lewski Plowdiw - Lewski Sofia - Ljubislaw Burgas - Lokomotive Russe | - Lokomotive Sofia - Lokomotive Stara Sagora - Marek Dupniza - Republikanez Lom - Slawia Plowdiw - Spartak Warna - Spartak Sofia - TWP 45 Warna |

## 1. Runde
|                               | Ergebnis |                         |
| ----------------------------- | -------- | ----------------------- |
| TWP 45 Warna                  | 2:0      | Angel Kantschew Trjawna |
| Chadschi Slawtschew Pawlikeni | 3:2      | Slawia Plowdiw          |
| Republikanez Lom              | 0:1      | Lokomotive Sofia        |
| Lewski Sofia                  | 4:0      | Ilinden Petritsch       |
| Benkowski Widin               | 2:1      | Lokomotive Russe        |
| Spartak Sofia                 | 2:0      | Marek Dupniza           |
| Lewski Plowdiw                | 2:1      | Lokomotive Stara Sagora |
| Ljubislaw Burgas              | 2:2      | Spartak Warna           |

### Entscheidungsspiele
|                  | Ergebnis |               |
| ---------------- | -------- | ------------- |
| Ljubislaw Burgas | 0:1      | Spartak Warna |

## Viertelfinale
|                               | Ergebnis |                |
| ----------------------------- | -------- | -------------- |
| Lokomotive Sofia              | 3:0      | TWP 45 Warna   |
| Spartak Warna                 | 1:2      | Lewski Sofia   |
| Chadschi Slawtschew Pawlikeni | 0:1      | Spartak Sofia  |
| Benkowski Widin               | 1:2      | Lewski Plowdiw |

## Halbfinale
|                  | Gesamt |               | Hinspiel | Rückspiel |
| ---------------- | ------ | ------------- | -------- | --------- |
| Lokomotive Sofia | 6:1    | Spartak Sofia | 3:1      | 3:0       |
| Lewski Plowdiw   | 1:9    | Lewski Sofia  | 0:4      | 1:5       |

## Finale
| Datum             |              | Gesamt |                  | Hinspiel | Rückspiel |
| ----------------- | ------------ | ------ | ---------------- | -------- | --------- |
| 29.10./02.11.1947 | Lewski Sofia | 2:1    | Lokomotive Sofia | 1:1      | 1:0       |